# Lohmannia
Lohmannia (лат.) — род панцирных клещей из семейства Lohmanniidae (Lohmannioidea, Oribatida). В мировой фауне известно более 30 видов.

## Распространение
Встречаются повсеместно, циркумполярно, также субтропики, Европа и Центральная Азия. Виды описаны из Германии, Венгрии, Южной Европы (Испания, Италия, Югославия, Греция), Северной Африки (Египет, Тунис), островов Зеленого Мыса, Реюньона, Маврикия, Центральной Азии (Туркмения), Восточной Азии (Япония, острова Рюкю, Корея), Индонезии, Микронезии, юга США (S. Каролина, Техас), Центральной Америке (Панама, Гваделупа, Кюрасао) и Южной Америке (Перу, Парагвай, Аргентина).

## Описание
Мелкие панцирные клещи, длина около 1 мм. Характеризуется следующими признаками: генитальные пластинки разделены, преанальная пластинка широкая, анальная и аданальная пластинки разделены; присутствуют две пары анальных волосков и четыре пары аданальных волосков.

## Систематика и этимология
Известно более 30 видов. Род Lohmannia был впервые описан в 1898 году британским акарологом Альбертом Майклом (1836–1927) и назван в честь немецкого зоолога Ганса Лохманна (1863—1934). Род включен в состав семейства Lohmanniidae Berlese, 1916 (Hypochthonioidea Berlese, 1910 или в отдельном надсемействе Lohmannioidea Berlese, 1916, Lohmannoidea).
- Lohmannia admontensis Leitner, 1946
- Lohmannia banksi Norton, Metz & Sharma, 1978[7]
- Lohmannia bifoliata Willmann, 1936
- Lohmannia carolensis Norton, Metz & Sharma, 1978[7]
- Lohmannia corallium Nakatamari, 1982
- Lohmannia coreana Choi, 1985
- Lohmannia douhua Ermilov, 2018
- Lohmannia elliptica Berlese, 1908
- Lohmannia embryonalis Mahunka, 1978
- Lohmannia guzhangensis Hu & X.Wang, 1990
- Lohmannia hispaniola Pérez-Íñigo, 1967
- Lohmannia hungarorum Mahunka, 1980
- Lohmannia indica (Kardar, 1972)
- Lohmannia javana Balogh, 1961
- Lohmannia jornoti Mahunka, 1985
- Lohmannia juliae Mahunka, 1984
- Lohmannia lanceolata Grandjean, 1950
- Lohmannia lerellana Ermilov, Hugo-Coetzee & Khaustov, 2017
- Lohmannia loebli Mahunka, 1974
- Lohmannia maldivesensis Ermilov & Joharchi, 2022[8]
- Lohmannia maya Iglesias & Palacios-Vargas, 2017[9]
- Lohmannia monosetosa Ermilov & Anichkin, 2014
- Lohmannia paradoxa (Haller, 1884)
- Lohmannia parallela Berlese, 1916
- Lohmannia pinnigera Sengbusch, 1984
- Lohmannia pseudoturcmenica Ermilov, 2017
- Lohmannia regalis Berlese, 1923
- Lohmannia reticulata Sellnick, 1931
- Lohmannia semibarbulata Ruiz, Subías & Kahwash, 1991
- Lohmannia serrata Hu & X.Wang, 1990
- Lohmannia similis Balogh, 1962
- Lohmannia texana (Banks, 1910)
- Lohmannia triangulata Ermilov, 2016
- Lohmannia turcmenica Bulanova-Zachvatkina, 1960[10][11]
- Lohmannia unsui Aoki, 2006
- Lohmannia vanharteni Mahunka, 1987
- Lohmannia valdemorica Mihelcic, 1956
- Lohmannia vulcania Schatz, 1993[1]